# حباحب أحرش
حَباحِب أحرش أو لبلاب أحرش أو لينارية حرشاء أو كِكْسِيَةْ حرشاء (الاسم العلمي Kickxia elatine)، نبات حولي زغب غير مُتلبد من فصيلة الحملية، أخضر اللون، يتفرع من القاعدة. سوقُه مدَّادة، دقيقة، طويلة. أوراقُه السُّفلى مُتقابلة، الباقية مُتبادلة، قصيرة العُنُق. التاج صغير، 5-6 مم، أبيض اللون المُصطبغ بالأرجوانيّ والأصفر، ذو مهماز نصف دائري الشكل. نبات عديم الرائحة، مر الطعم، يَشتهر أنّه مُسهل قوي. يُزهر من كانون الثاني حتى آب في المزروعات. انتشاره الجغرافي في أوروبا الوسطى والغربية، الأناضول، أفريقيا الشمالية، سوريا، لبنان، إيران.

## الروابط الخارجية
- Jepson Manual Treatment
- Missouri Plants Profile
- Photo gallery